# St. Franziskus (Burgweinting)

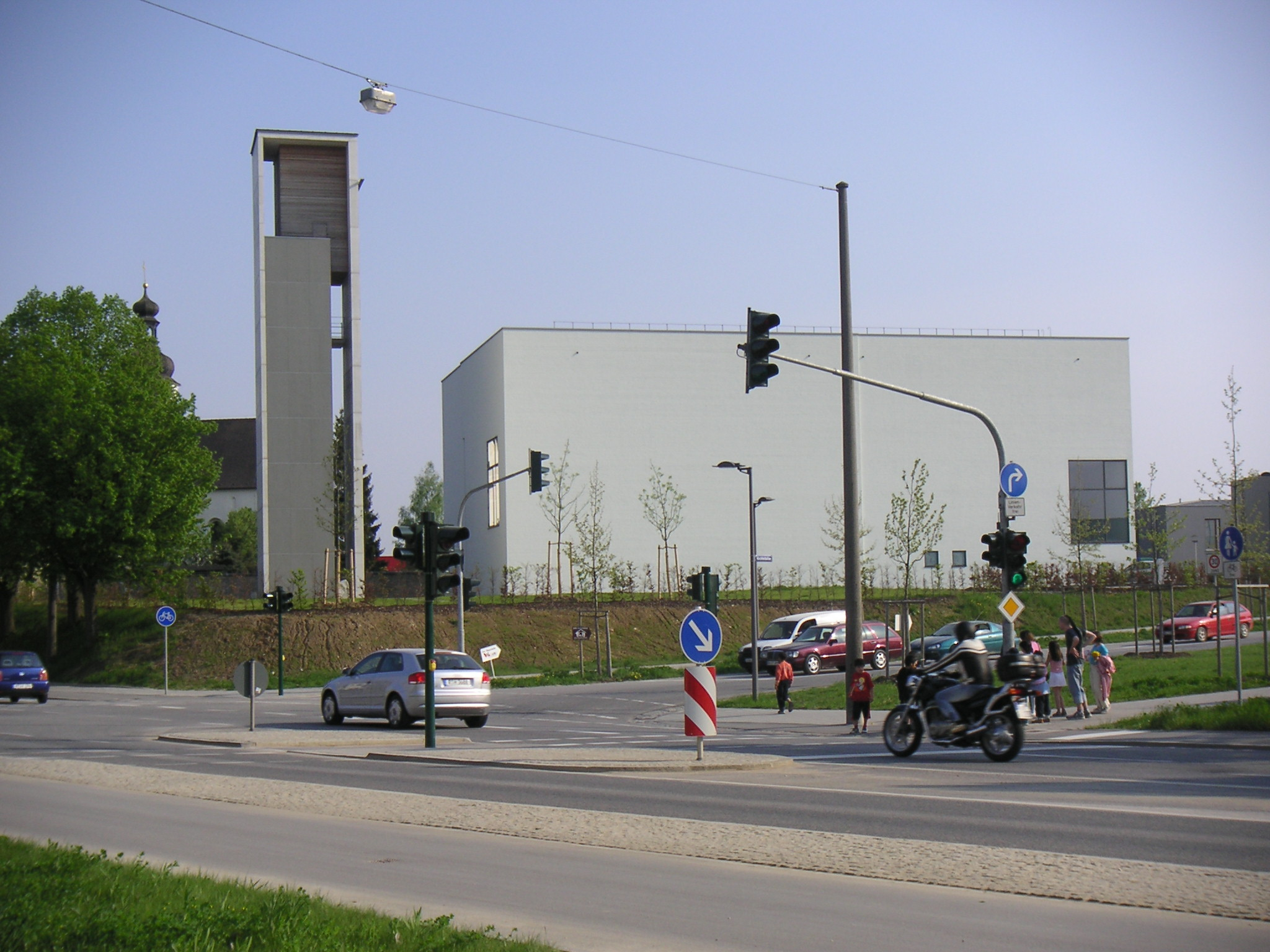
St. Franziskus

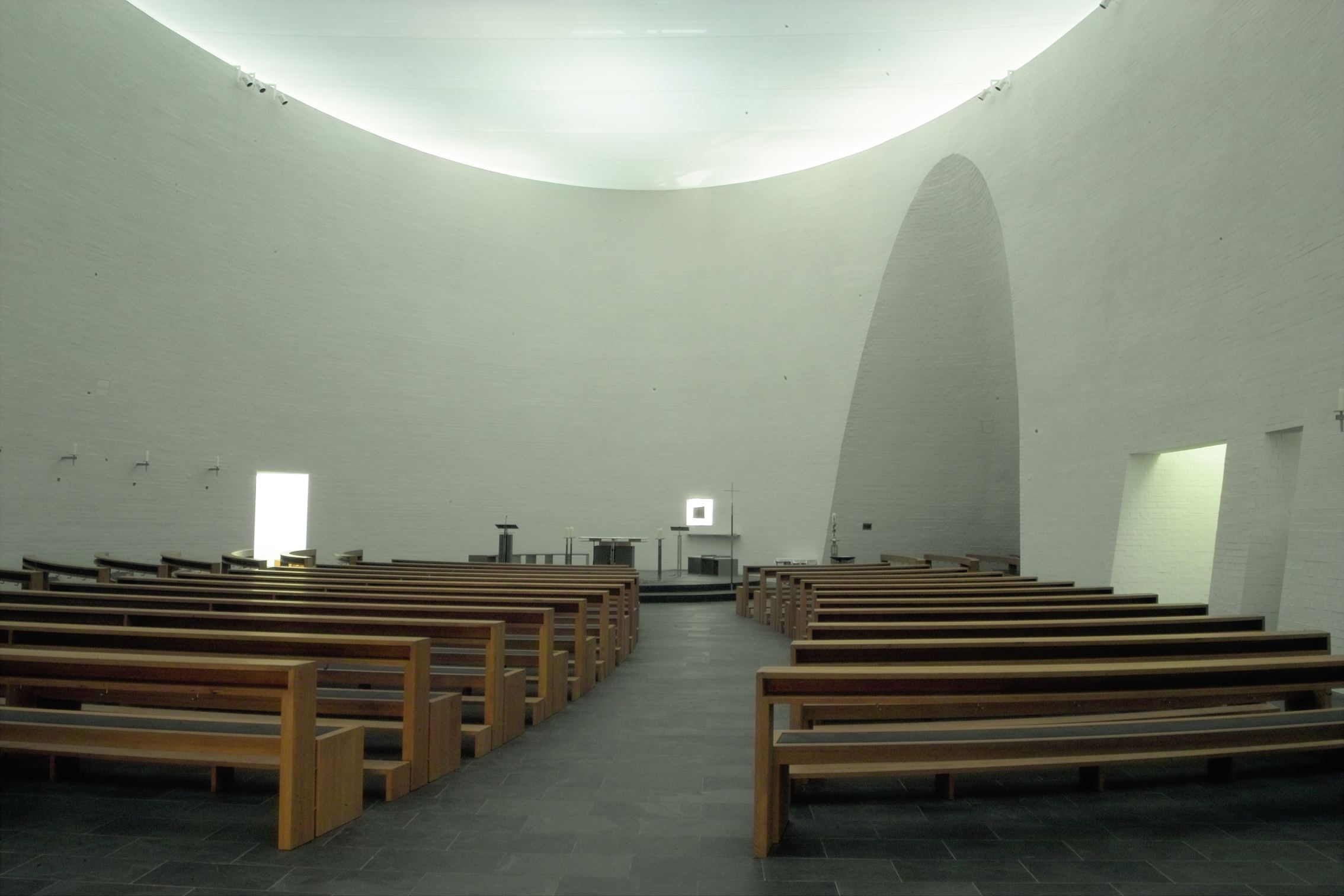
Innenraum von St. Franziskus

St. Franziskus ist eine römisch-katholische Pfarrkirche in der Kirchfeldallee 1 im Ortsteil Burgweinting der Stadt Regensburg (Bayern).

## Geschichte
Die frühere Hauptkirche St. Michael des Dorfes Burgweinting war für den seit den 1990er Jahren stark wachsenden Regensburger Stadtteil zu klein geworden, weshalb im Umfeld eine neue Pfarrkirche in moderner Architektur errichtet wurde. Der Gewinner des 1998 durchgeführten Architektenwettbewerbes war das Kölner Büro Königs Architekten. Nach Verhandlungen über die Bausumme konnte am 20. Juni 2001 der erste Spatenstich erfolgen. Am 2. Oktober wurde durch Manfred Müller die Gründungsrolle in den Grundstein versenkt. Am 8. Mai 2004 wurde die Kirche durch Gerhard Ludwig Müller eingeweiht.

## Gebäude und Ausstattung
Die geostete Kirche weist eine schlichte äußere Rechtecksform auf und besitzt einen freistehenden Glockenturm. Der Grundriss des Hauptraums ist asymmetrisch elliptisch. In den Eckbereichen befinden sich Kapellen, Funktionsorte, eine Sakristei und ein Ministrantenraum. Die geschlämmten, weiß getünchten Wände neigen sich nach außen. Ein Glasfasergewebe an der Kirchendecke ruft zusammen mit dem Sheddach Lichteffekte hervor. Die liturgische Einrichtung, welche sich auf den Raum bezieht, wurde durch den Bildhauer Robert M. Weber (* 1958) gestaltet. Die runde Altarinsel wird von der Ministantenbank begrenzt. Zu den, im halbrund gruppierten Kirchbänken aus massiven Naturholz gerichtet, befindet sich der Altar und schräg dahinter der Ambo. Beide sind aus Stein und Edelstahl gefertigt. Der Tabernakel befindet sich in der Wand des Hauptraumes, nahe der Altarinsel. Das Innengehäuse ist aus gelb gefärbtem Glas gefertigt, der äußere Rahmen aus weiß mattiertem Glas und die Türen sind mit Edelstahl hinterlegt. Das Innere des Tabernakels wird mit Tageslicht versorgt, welches über ein Außenfenster dorthin geleitet wird. Das Taufbecken, das sich neben der Altarinsel befindet ist doppelwandig gebaut und wird mit fließendem Wasser versorgt.

## Orgel

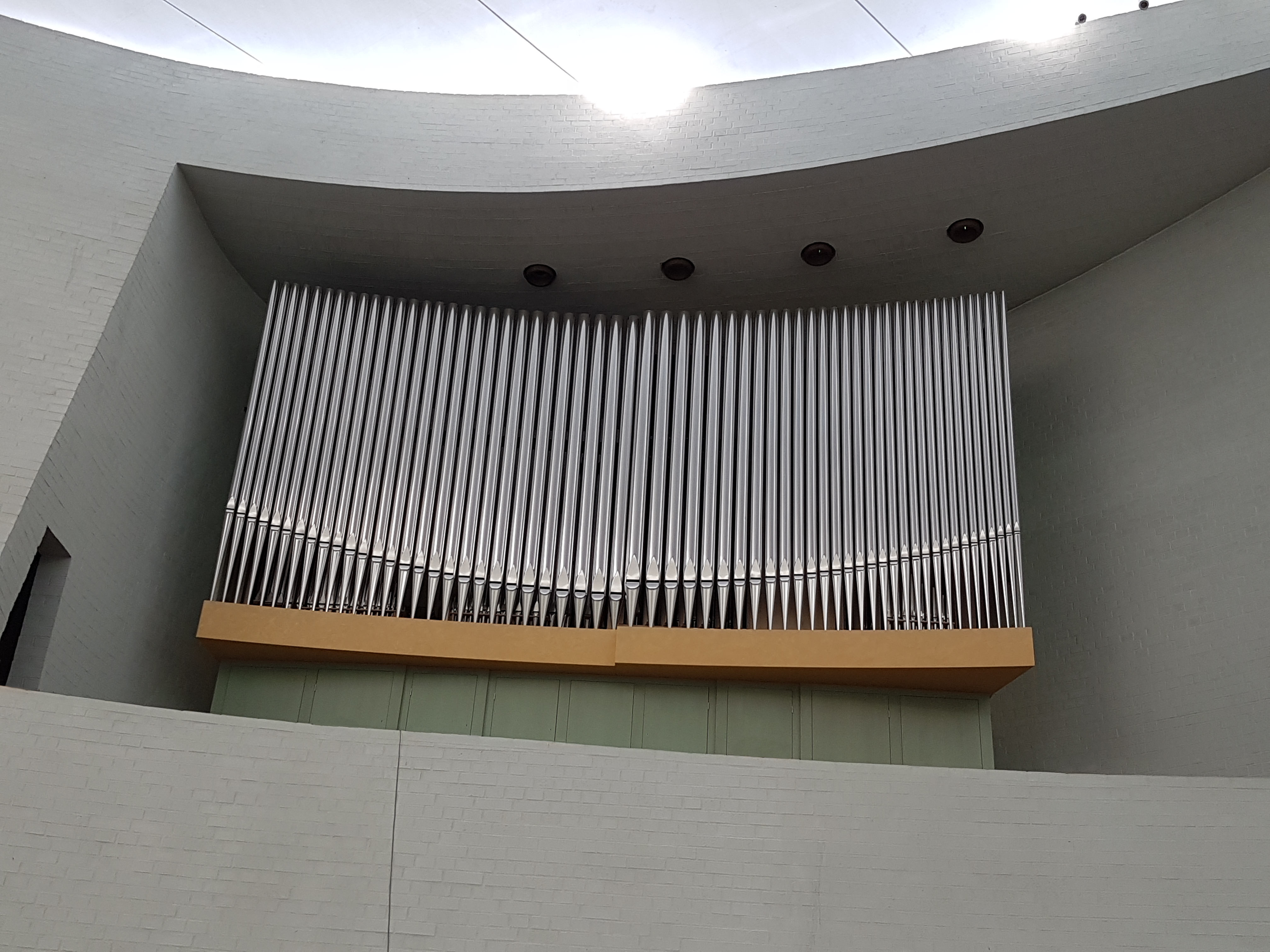
Orgel

Die Orgel wurde von der Firma Eule gebaut. Das Instrument verfügt über 26 klingende Register, verteilt auf zwei Manuale und Pedal. Die Spieltraktur ist mechanisch, die Registertraktur elektrisch. Das Instrument wurde am 18. Juni 2023 gesegnet. Die Disposition lautet:
| I Hauptwerk C–g3 |                |       |
| 01.              | Principal      | 8′    |
| 02.              | Erzähler       | 8′    |
| 03.              | Viola di Gamba | 8′    |
| 04.              | Flute major    | 8′    |
| 05.              | Octave         | 4′    |
| 06.              | Spitzflöte     | 4′    |
| 07.              | Quinte         | 2 ⁄3′ |
| 08.              | Superoctave    | 2′    |
| 09.              | Cornett II–IV  |       |
| 10.              | Mixtur VI      | 2′    |
| 11.              | Trompete       | 8′    |

| II Schwellwerk C–g3 |                  |        |
| 12.                 | Bordun           | 16′    |
| 13.                 | Gedackt          | 08′    |
| 14.                 | Konzertflöte     | 08′    |
| 15.                 | Salicional       | 08′    |
| 16.                 | Vox coelestis    | 08′    |
| 17.                 | Fugara           | 04′    |
| 18.                 | Flute douce      | 04′    |
| 19.                 | Nasard           | 02 ⁄3′ |
| 20.                 | Piccolo          | 02′    |
| 21.                 | Terz             | 01 ⁄3′ |
| 22.                 | Progressio II–IV | 02′    |
| 23.                 | Oboe             | 08′    |
|                     | Tremulant        |        |

| Pedal C–f1 |                        |     |
| 24.        | Subbass                | 16′ |
|            | Bourdonbass (= Nr. 12) | 16′ |
| 25.        | Principalbass          | 08′ |
| 26.        | Flötbass               | 08′ |
|            | Tenoroctave            | 04′ |
| 27.        | Posaune                | 16′ |

- Koppeln: II/I, I/P, II/P (auch als Superoktavkoppel)
- Spielhilfen: Setzer, Crescendowalze, Schwelltritt. Crescendo an, Normalkoppeln und Sequenzer als Pistontritte
- Anmerkung:

1. ↑  Ein sehr enger Streicher, spätromantisch intoniert

## Glocken
Die fünf Glocken lassen das erweiterten Parsifal-Motiv erklingen. Die Details der Glocken sind wie folgt:
- Franziskusglocke: d'+4, 1.629 kg, 1.343 mm, Gussjahr: 2005, von Rudolf Perner, Passau
- Marienglocke: f'+5, 1.089 kg, 1.160 mm, Gussjahr: 2005, von Rudolf Perner, Passau
- Benediktglocke: g'+6, 686 kg, 1.005 mm, Gussjahr: 2005, von Rudolf Perner, Passau
- Klaraglocke: b'+8, 527 kg, 912 mm, Gussjahr: 2005, von Rudolf Perner, Passau
- Michaelsglocke: c" +6, 380 kg, 818 mm, Gussjahr: 2005, von Rudolf Perner, Passau